# Jaume Llauradó i Gràcia
Jaume Llauradó i Gràcia (Barcelona, 25 de febrer de 1944 - 2 d'abril de 2017) va ser un dirigent esportiu català, vicepresident del Futbol Club Barcelona amb Joan Gaspart a les eleccions del 2003. També va presidir el Fòrum Samitier.
Llauradó va cursar estudis a l'Escola Tècnica Universitària d'Aparelladors i Arquitectes Tècnics. També tenia un Màster en Assessoria Fiscal i Dret Tributari per ESET. Era president d'honor i fundador de l'Associació Catalana de la Pedra Natural, patró de la Fundació d'Antics Jugadors del FC Barcelona i de la Fundació Orfeó Català - Palau de la Música Catalana i l'organitzador del partit de futbol de la Marató de TV3.